# Agama lebretoni
Espèce
Agama lebretoni est une espèce de sauriens de la famille des Agamidae.

## Répartition
Cette espèce se rencontre au Gabon, au Cameroun et à Bioko en Guinée équatoriale.

## Étymologie
Cette espèce est nommée en l'honneur de Matthew Lebreton.

## Publication originale
- Wagner, Barej & Schmitz, 2009 : Studies on African Agama VII. A new species of the Agama agama-group (Linnaeus, 1758) (Sauria: Agamidae) from Cameroon & Gabon, with comments on Agama mehelyi Tornier, 1902. Bonner zoologische Beiträge, vol. 56, no 4, p. 285–297 (texte intégral).